# Camarotea romiensis
Camarotea romiensis là một loài thực vật có hoa trong họ Ô rô. Loài này được Scott-Elliot mô tả khoa học đầu tiên năm 1891.